# Tkabber
Tkabber is een open source-chatprogramma dat het XMPP-protocol (Jabber) voor instant messaging gebruikt. De client is geschreven in Tcl/Tk en draait onder verschillende platformen waaronder Linux, BSD, Solaris en Windows. Alexey Shchepin startte het project in 2002. Het project wordt onderhouden door Sergei Golovan.

## Mogelijkheden
- Beveiligde verbindingen (via een plug-in)
- Ondertekende en versleutelde berichten (via een plug-in)
- Configureerbaar uiterlijk
- Unicode-ondersteuning
- Interface met tabbladen
- Geluidsnotificaties
- Ondersteuning voor Jisp-pictogrammen